# Marcin Cejrowski
Marcin Antoni Cejrowski (ur. 13 czerwca 1981 w Gdyni) – polski dziennikarz, prezenter telewizyjny i konferansjer.

## Życiorys
Jest synem przedsiębiorcy i nauczycielki chemii. Ma starszą siostrę.
W 1999 ukończył naukę w V Liceum Ogólnokształcącym im. Stefana Żeromskiego w Gdańsku, potem studiował na Wydziale Dziennikarstwa Uniwersytetu Warszawskiego i Wydziale Politologii Uniwersytetu Gdańskiego oraz w Columbia University Graduate School of Journalism w Nowym Jorku i Uniwersytecie Humboldtów w Berlinie. Podczas pobytu w Nowym Jorku odbył staż dyplomatyczny w Konsulacie Rzeczypospolitej Polskiej, później pracował w dziale prasowym ONZ. Biegle komunikuje się w językach: angielskim i niemieckim.

## Kariera zawodowa
Będąc na drugim roku studiów dziennikarskich, w 2001 odbył staż w programie TVP1 Teleexpress. W 2003 wygrał przesłuchania na prezentera TVP3 Gdańsk. Kilka miesięcy później trafił do Akademii Telewizyjnej TVP i dostał propozycję pracy w Telewizji Polskiej w dziale publicystyki redakcji ekonomicznej.
W latach 2007–2010 pracował w TVN, gdzie zajmował się realizacją weekendowych cyklów reporterskich emitowanych w programie Dzień dobry TVN.
W 2010 rozpoczął pracę w telewizji Polsat, w której był prezenterem programu Się kręci i reporterem cyklu „Kronika towarzyska bez cukru” w programie Studio Weekend. Również w 2010 wyreżyserował teledysk do piosenki Marcina Mrozińskiego „Legenda”. W latach 2011–2012 był menedżerem Maryli Rodowicz ds. public relations. W sierpniu 2011 prowadził galę Miss Supranational. W 2013 współprowadził program Polsat by night.
W 2014 wziął udział w kampanii społecznej Porozmawiaj ze mną. We wrześniu 2014 został redaktorem rubryki show-biznesowej Galaktyka w magazynie Gala, odpowiadał także za stronę internetową czasopisma. Pod koniec stycznia 2016 został zastępcą redaktor naczelnej magazynu, Anny Zejdler-Ibisz.

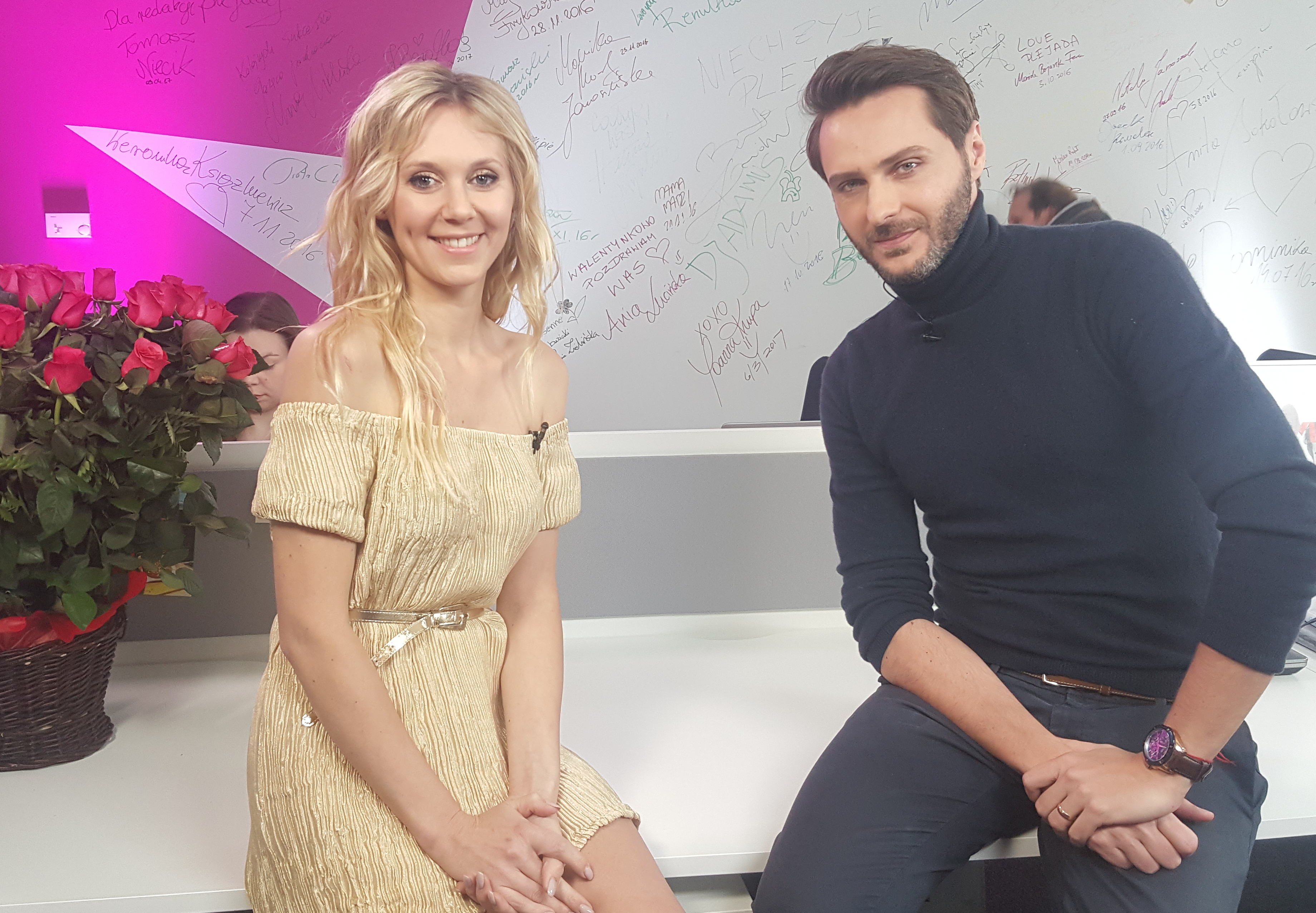
Cejrowski i Kasia Moś na nagraniu programu Gwiazdy Cejrowskiego (2017)

Wiosną 2016 został redaktorem naczelnym internetowego serwisu o celebrytach Plejada.pl. Pod szyldem portalu prowadził programy: Plejada na żywo (2016), Gwiazdy Cejrowskiego (2016–2018) i Kwarantanna Live/Plejada Live (2020–2021), w których przeprowadzał wywiady z osobistościami show businessu, a także w latach 2016–2021 prowadził Wielką Galę Gwiazd Plejady. W maju 2021 zakończył pracę na stanowisku redaktora naczelnego Plejady i został ambasadorem show businessu w Ringier Axel Springer Polska i pozostał nim do 2022. Również w 2022 założył agencję Selective Stars & PR.
Jest ambasadorem Fundacji „Wiewiórki Julii”.